# Georg Luger
Georg Johann von Luger (ur. 6 marca 1849 w Steinach am Brenner, Austria, zm. 22 grudnia 1923) – konstruktor broni, znany przede wszystkim jako twórca słynnego pistoletu Parabellum, znanego też jako Luger.
W 1867 zgłosił się na ochotnika do wojska jako jednoroczny ochotnik, w 1868 został promowany do stopnia kaprala podchorążego, a wkrótce chorążego. W wojsku ukończył specjalne szkolenie dla dobrych strzelców, w tym czasie zaczął interesować się automatycznymi systemami ładowania broni. W 1871 otrzymał stopień porucznika, dymisję z wojska i został rezerwistą.
Po powrocie do Wiednia pracował krótko jako księgowy, potem w zarządzie Jockey Clubu, jednego z miejsc spotkań miejscowej elity. W latach 70. podjął pracę w firmie Ludwig Loewe & Company. Po poznaniu Ferdynanda von Mannlichera w 1875 został reprezentantem firmy dla sprzedaży karabinów Mannlichera.
W 1894 bazując na mniej udanej konstrukcji pistoletu Borchardta zaprojektował pistolet P08 Parabellum, który w latach 1908–1942 był przepisowym pistoletem armii niemieckiej.
W 1919 został zwolniony z firmy DWM Löwe (Deutsche Waffen und Munitions Fabriken Löwe) gdzie był zatrudniony jako inżynier, w którą przekształciła się firma Loewe po śmierci właściciela, a w której pracował w czasie, gdy zaprojektował swój słynny pistolet. Później jednak wygrał z nią proces sądowy o patent na ten pistolet.